# 僧綱
僧綱（そうごう）とは、日本における仏教の僧尼を管理するためにおかれた僧官の職である。

## 解説
律令制度では玄蕃寮の監督下に置かれていた。僧正・僧都・律師からなり、それを補佐するための佐官も置かれた。
推古天皇32年（624年）に設置され、律令体制の下では仏教界において重要な役割を果たした。役所である僧綱所は奈良時代には薬師寺におかれ、平安遷都後は西寺におかれた。
弘仁10年（819年）には僧綱所の定員が僧正1名、大僧都1名、小僧都1名、律師4名と定められた。
貞観6年（864年）には僧綱の官位として僧位が定められ、僧正に法印大和尚位、僧都に法眼和上位、律師に法橋上人位が与えられた。
明治6年（1873年）に廃止された。

## 僧綱の官位相当表
| 僧位                                       | 僧官                                  |
| ------------------------------------------ | ------------------------------------- |
| ほういん だいかしょう い 法印大和尚位      | だいそうじょう 大僧正                 |
| ほういん だいかしょう い 法印大和尚位      | そうじょう 僧正                       |
| ほういん だいかしょう い 法印大和尚位      | ごんの そうじょう 権僧正              |
| ほうげん かじょう い 法眼和尚位 法眼和上位 | だいそうづ 大僧都                     |
| ほうげん かじょう い 法眼和尚位 法眼和上位 | ごんの だいそうづ 権大僧都            |
| ほうげん かじょう い 法眼和尚位 法眼和上位 | しょうそうづ 少僧都                   |
| ほうげん かじょう い 法眼和尚位 法眼和上位 | ごんの しょうそうづ 権少僧都          |
| ほっきょう しょうにん い 法橋上人位        | だいりっし 大律師                     |
| ほっきょう しょうにん い 法橋上人位        | りっし（ちゅうりっし） 律師（中律師） |
| ほっきょう しょうにん い 法橋上人位        | ごんの りっし 権律師                  |